# Горна Лисина
Горна или Горня Лисина (на сръбски: Горња Лисина или Gornja Lisina) е село в Община Босилеград, Западните покрайнини, Сърбия.

## География
Горна Лисина се намира в планински район в северозападния дял на разделената от българо-сръбската граница област Краище. Центърът на селото е отдалечен на два километра на северозапад от сливането на Божичката и Лисинската река. През селото тече Лисинската (Ръжанската) река.
Горна Лисина се състои от 8 главни, разпръснати махали – Драгойчеви кошари, Вѐнчинска махала, Ябуче махала, Орло̀вица, Разцѐпеница, Ко̀лища, Владѝчавци (Гарина махала), Село̀. Някои от тях се разделят на подмахали.

## История
В землището на Горна Лисина, в местността Градище са намирани останки от стара крепост, погребения и монети. Според местните предания, най-старите родове и основатели на селото са Сталичини, Гмиичави, Койчави, Саратлии и Моравци. Местността Градище е ограбена от иманяри още преди 1918 г.

### В Османската империя
Горна Лисина се споменава в османотурски документи от 1576 година. В регистър на джелепкешани от 1576 г. са отбелязани Богдан Петри, Петре Бабин и Джуро Богдан натоварени да доставят съответно 40, 30 и 35 овце. В 1864 година Лисина баля е господарско село в нахия Краище, което има 77 ханета (371 мъже), а в 1874 година – 128 ханета (394 мъже, от тях 12 цигани-християни).
В 1869 година на търг в казалийския център Кюстендил жителите на Лисина баля откупуват десятъка си за 34 150 гроша, с което избягват намесата на друг откупвач на този данък.
През 1860 година е открито училище в Горна Лисина, чийто учители са свещеници и Грую Младенов Кумичин от рода Ку̀мичини (част от махалата Орловица). През 1871 година е построена църквата „Свети Илия“.

### В България
От 1878 до 1920 година селото е в границите на България. Първоначално влиза в състава на Божичка община, а от 1887 година е център на самостоятелна община, която е част последователно от Изворска (до 1889 г.), Босилеградска (до 1901 г.) и Кюстендилска околия.
През 1880 година Горна Лисина има 879 жители, през 1900 – 1017, а през 1910 – 1120.
През 1891 година е построена първата училищна сграда, а в 1909 година в селото е основано читалище „Зора“.
Горна Лисина споделя злочестната съдба на всички селища от Западните покрайнини от началото на 20 век. Така през месец май 1917 година из Босилеградския край върлува сръбска чета, водена от поручик Коста Иванович, която наброява 200 души. Четата тероризира местното българско население. На 15 май сръбските четници влизат в Горна Лисина, убиват българския учител Стоимен Божков и запалват селото. Остават да пренощуват в центъра на селото и на другия ден се отправят към Топли дол и Долна Ръжана. В резултат на терора на сръбските четници от 1917, из Босилеградските села са заклани 32 души и са изгорени 2 живи деца. Изгорени са къщите и стопанските постройки на 317 домакинства.

### В Сърбия и Югославия
По силата на Ньойския договор от 1919 година, през ноември 1920 година селото е включено в пределите на Кралството на сърби, хървати и словенци. През 1933 година е построена нова училищна сграда.
През 1941 – 1944 година Горна Лисина, както и останалите села в Западните покрайнини, отново е под българско управление. След 1944 година е в границите на Югославия и наследилата я след разпада ѝ Сърбия.
През 1945 година училището в селото прераства в прогимназия. През 50-те години на ХХ век всички земеделци от Горна Лисина са включени в земеделска кооперация, която обхваща и Долна Лисина, Горна и Долна Ръжана.

## Население
Според официалните данни от преброяването в Сърбия през 2002 година етническият състав на селото е както следва:
- българи – 42,61%
- сърби – 36,91%
- югославяни – 1,89%
- македонци – 0,21

При това преброяване част от местните българи не са записани като такива, както и няколкото жители с цигански произход.

## Редовни събития
Ежегоден събор на Илинден.

## Личности
Родени в Горна Лисина
- Грую (Груйчо) Младенов Кумичин (ХІХ век) – просветен деец.
- Асен Божков – български военен деец, полковник

Починали в Горна Лисина
- Георги Спанчевски (1895 – 1931), български революционер